# Nationale 1 2000-2001 (hockey su pista)
Il Nationale 1 2000-2001 è stata la 85ª edizione del torneo di primo livello del campionato francese di hockey su pista. La competizione è iniziata il 12 ottobre 2000 e si è conclusa il 26 maggio 2001.
Il torneo è stato vinto dal SCRA Saint-Omer per la quinta volta nella sua storia.

## Stagione

### Formula
Il Nationale 1 2000-2001 vide ai nastri di partenza dodici club; la manifestazione fu organizzata con un girone all'italiana, con gare di andata e ritorno per un totale di 22 giornate: erano assegnati 3 punti per l'incontro vinto e un punto a testa per l'incontro pareggiato, mentre non ne era attribuito alcuno per la sconfitta. Al termine della prima fase i club partecipanti vennero divisi in tre gruppi a seconda del piazzamento finale; le prime quattro squadre disputarono il girone per il titolo di campione di Francia, dalla quinta all'ottava disputarono il girone per la qualificazione alla Coppa CERS e le ultime quattro disputarono il girone per evitare la retrocessione in Nationale 2.

## Classifica finale stagione regolare
|  | Pos. | Squadra         | Pt | G  | V  | N | P  | GF  | GS  | DR   |
|  | ---- | --------------- | -- | -- | -- | - | -- | --- | --- | ---- |
|  | 1.   | Quévert         | 62 | 22 | 19 | 2 | 1  | 150 | 45  | +105 |
|  | 2.   | SCRA Saint-Omer | 56 | 22 | 16 | 2 | 4  | 137 | 57  | +80  |
|  | 3.   | La Vendéenne    | 52 | 22 | 14 | 2 | 6  | 89  | 49  | +40  |
|  | 4.   | Nantes          | 50 | 22 | 12 | 4 | 6  | 97  | 77  | +20  |
|  | 5.   | Mérignac        | 48 | 22 | 13 | 0 | 9  | 101 | 79  | +22  |
|  | 6.   | Coutras         | 48 | 22 | 11 | 4 | 7  | 116 | 99  | +17  |
|  | 7.   | Vaulx-en-Velin  | 48 | 22 | 11 | 4 | 7  | 84  | 76  | +8   |
|  | 8.   | Gujan-Mestras   | 40 | 22 | 8  | 2 | 12 | 71  | 82  | -11  |
|  | 9.   | Noisy-le-Grand  | 39 | 22 | 8  | 1 | 13 | 75  | 113 | -38  |
|  | 10.  | Villejuif       | 31 | 22 | 4  | 1 | 17 | 58  | 141 | -83  |
|  | 11.  | Ploufragan      | 28 | 22 | 2  | 2 | 18 | 55  | 121 | -66  |
|  | 12.  | Quimper         | 26 | 22 | 1  | 2 | 19 | 48  | 142 | -94  |

Legenda:
  Qualificato al girone per il titolo (1ª-4ª pos.).
  Qualificato al girone per la qualificazione in Coppa CERS (5ª-8ª pos.).
  Qualificato al girone per evitare la retrocessione.
Note:
Tre punti a vittoria, due a pareggio, uno a sconfitta.

## Seconda fase

### Girone per il titolo
|                    | Pos. | Squadra         | Pt | G | V | N | P | GF | GS | DR  |
| ------------------ | ---- | --------------- | -- | - | - | - | - | -- | -- | --- |
| Francia (bandiera) | 1.   | SCRA Saint-Omer | 16 | 6 | 4 | 2 | 0 | 28 | 18 | +10 |
|                    | 2.   | Quévert         | 14 | 6 | 3 | 2 | 1 | 32 | 12 | +20 |
|                    | 3.   | La Vendéenne    | 11 | 6 | 1 | 3 | 2 | 16 | 21 | -5  |
|                    | 4.   | Nantes          | 7  | 6 | 0 | 1 | 5 | 10 | 35 | -25 |

Legenda:
      Campione di Francia e ammessa alla CERH Champions League 2001-2002.
      Ammesse alla CERH Champions League 2001-2002.
      Ammesse alla Coppa CERS 2001-2002.
Note:
Tre punti a vittoria, due a pareggio, uno a sconfitta.

### Girone per la qualificazione alla Coppa CERS
|  | Pos. | Squadra        | Pt | G | V | N | P | GF | GS | DR  |
|  | ---- | -------------- | -- | - | - | - | - | -- | -- | --- |
|  | 1.   | Vaulx-en-Velin | 16 | 6 | 5 | 0 | 1 | 35 | 19 | +16 |
|  | 2.   | Gujan-Mestras  | 14 | 6 | 4 | 0 | 2 | 31 | 28 | +3  |
|  | 3.   | Mérignac       | 11 | 6 | 2 | 1 | 3 | 23 | 26 | -3  |
|  | 4.   | Coutras        | 7  | 6 | 0 | 1 | 5 | 19 | 35 | -16 |

Legenda:
      Ammesse alla Coppa CERS 2001-2002.
Note:
Tre punti a vittoria, due a pareggio, uno a sconfitta.

### Girone per la retrocessione
|  | Pos. | Squadra        | Pt | G | V | N | P | GF | GS | DR  |
|  | ---- | -------------- | -- | - | - | - | - | -- | -- | --- |
|  | 1.   | Noisy-le-Grand | 18 | 6 | 6 | 0 | 0 | 50 | 12 | +38 |
|  | 2.   | Villejuif      | 14 | 6 | 4 | 0 | 2 | 33 | 28 | +5  |
|  | 3.   | Ploufragan     | 10 | 6 | 2 | 0 | 4 | 17 | 27 | -10 |
|  | 4.   | Quimper        | 6  | 6 | 0 | 0 | 6 | 17 | 50 | -33 |

Legenda:
      Retrocesse in Nationale 2 2001-2002.
Note:
Tre punti a vittoria, due a pareggio, uno a sconfitta.